# ماثيو كوندون
ماثيو كوندون (بالإنجليزية: Matthew Condon)‏ (1962)؛ صحفي وروائي أسترالي.

## روابط خارجية
- ماثيو كوندون على موقع ميوزك برينز (الإنجليزية)